# Illingen (Württemberg)
Illingen ist eine Gemeinde im baden-württembergischen Enzkreis in Deutschland.

## Geographie

### Geographische Lage
Das Gemeindegebiet von Illingen liegt an der südlichen Flanke des Strombergs, etwa 30 km nordwestlich von Stuttgart, zwischen Vaihingen/Enz im Südosten und Mühlacker im Westen.
Nördlich von Schützingen zieht sich der Höhenzug mit Gleichenberg (379,2 m), Endberg (363,7 m) und Gausberg (371,6 m) hin. Südlich von Schützingen trennt der Höhenzug vom Burgberg (394,5 m) zur Eselsburg (bei Ensingen, zu Vaihingen/Enz) die Ortsteile Illingen und Schützingen. Im Süden endet das Gemeindegebiet auf der Höhe der Schmiechberge (325 m) am Abhang zur Enz. Geprägt wird die Landschaft durch den Wechsel von Tälern mit Grünland und Streuobstwiesen, bewaldeten Bergen und Weinbergen.

### Gewässer
Das Gemeindegebiet wird in Illingen durch Schmie, Sulzbach und Erbach durchflossen, den Ortsteil Schützingen durchfließen die Metter und der Streitenbach. Beliebtes lokales Ausflugsziel sind die Klosterseen.

### Ausdehnung des Gemeindegebiets
|  |  |

Das Gemeindegebiet erstreckt sich etwa 9,5 km in Nord-Süd-Richtung vom Heuberg bei Häfnerhaslach im Norden bis zur Enz bei Roßwag im Süden. In West-Ost-Richtung beträgt die Ausdehnung etwa 3,5 km.
Von dem 29,36 km² großen Gemeindegebiet entfallen 45,9 % (13,47 km²) auf Waldflächen und 39,2 % (11,51 km²) Landwirtschaftsfläche. 8,4 % (2,46 km²) sind Siedlungsflächen und 5,6 % (1,64 km²) Verkehrsflächen.

### Nachbargemeinden
Nachbargemeinden sind, im Westen beginnend und im Uhrzeigersinn genannt: Mühlacker, Maulbronn, Sternenfels und Vaihingen an der Enz.

### Gemeindegliederung
Illingen besteht aus den beiden Ortsteilen Illingen und Schützingen. Die Ortsteile sind räumlich identisch mit den früheren Gemeinden gleichen Namens. Zum Ortsteil Schützingen gehört zudem das seit dem 11. März 1969 amtlich benannte Gehöft Meisenbach.
Auf der Gemarkung Illingen liegt die Wüstung Öffingen.

## Geschichte

### Frühe Geschichte
Der Name Illingen ist wahrscheinlich von dem alemannischen Personennamen Illo abgeleitet. Zum ersten Mal schriftlich erwähnt wurde Illingen zum Jahr 766  im sogenannten Lorscher Codex anlässlich einer Schenkung an das Kloster Lorsch.  Während der Zeit der Stammesherzogtümer gehörte der Ort zum Herzogtum Franken. Grabungsreste römischer Gutshöfe lassen allerdings auf eine frühere Besiedelung ab der Römerzeit schließen. Bodenfunde aus der Steinzeit auf der Illinger Markung lassen mindestens eine frühere temporäre Anwesenheit von Siedlern zu dieser Zeit belegen.
Illingen gehörte im Spätmittelalter zum Gebiet der Grafen von Calw. Diese hielten sich über 200 Jahre an der Macht bis zum Jahr 1260. Illingen kam anschließend zur Grafschaft Vaihingen. Aus erbitterten Kriegen zwischen den Grafen von Württemberg, den Pfalzgrafen von Tübingen, den Grafen von Calw und Vaihingen ging letztendlich der Graf von Württemberg als Sieger hervor.
Die Lage an den Verbindungsstraßen zwischen dem römischen Kastell Cannstatt an den oberen Rhein in Richtung Straßburg und den mittleren Rhein Richtung Mainz, die sich in Illingen bereits in der Anfangszeit der christlichen Zeitrechnung gabelten, machten Illingen zu einem Zentrum der Postbeförderung.

### Neuzeitliche Geschichte
Unterschiedliche Belastungen durch Kriege trafen Illingen mehrfach: Relativ glimpflich ging der Dreißigjährige Krieg im Vergleich zu den Nachbarorten bezüglich der Zerstörungen vorüber, jedoch waren Bevölkerungsverluste durch Pest und Hungersnöte groß. Revolutions- und Napoleonische Kriege belasteten Illingen durch Einquartierungen und Requisitionen. Im Deutsch-Französischen Krieg 1870/71 waren keine Illinger Opfer zu beklagen, jedoch forderte der Erste Weltkrieg 59 Gefallene auf Illinger Seite. Gegen Ende des Zweiten Weltkrieges fanden Anfang April 1945 Kampfhandlungen statt, ehe Illingen von französischen Truppen besetzt wurde. Neben mehreren zivilen Opfern dieser Kampfhandlungen waren 157 Gefallene und Vermisste des Zweiten Weltkrieges zu beklagen. Die nachfolgende Besatzungszeit war von Gewalt insbesondere gegen die weibliche Zivilbevölkerung geprägt.

### Politische Zugehörigkeit
Politisch gehörte Illingen seit 1504 zum württembergischen Klosteramt Maulbronn. Lediglich zwischen 1762 und 1766 war Illingen dem Amt Vaihingen zugeordnet. Mit der Umsetzung der neuen Verwaltungsgliederung im Königreich Württemberg gelangte Illingen 1806 vom Klosteramt zum Oberamt Maulbronn. Nach Auflösung der Oberämter 1938 während der NS-Zeit in Württemberg wurde Illingen Teil des Landkreises Vaihingen. 1945 gelangte der Ort in die Amerikanische Besatzungszone und gehörte somit zum neu gegründeten Land Württemberg-Baden, das 1952 im jetzigen Bundesland Baden-Württemberg aufging. Durch die Kreisreform in Baden-Württemberg wurde Illingen östlichste Gemeinde des 1973 neu gegründeten Enzkreises.
→ Zur Geschichte des Ortsteils Schützingen siehe Schützingen.

### Eingemeindungen
Im Zuge der Gebietsreform in Baden-Württemberg wurde die Gemeinde Schützingen zum 1. Januar 1974 nach Illingen eingemeindet.

## Politik

### Gemeinderat
In Illingen wurde der Gemeinderat bis 2019 nach dem Verfahren der unechten Teilortswahl gewählt. Dabei konnte sich die Zahl der Gemeinderäte durch Überhangmandate verändern. Die unechte Teilortswahl wurde inzwischen abgeschafft. Der Gemeinderat besteht jetzt aus den 18 gewählten ehrenamtlichen Gemeinderäten und dem Bürgermeister als Vorsitzendem. Der Bürgermeister ist im Gemeinderat stimmberechtigt.
Die Kommunalwahl am 9. Juni 2024 führte zu folgendem Ergebnis:
| Parteien und Wählergemeinschaften | Parteien und Wählergemeinschaften           | % 2024  | Sitze 2024 | % 2019 | Sitze 2019 | Kommunalwahl 2024 %3020100 27,49 %27,05 %12,63 %10,63 %14,01 %8,18 % CDUUBLSPDGrüneNLAfDGewinne und Verlusteim Vergleich zu 2019 %p 6 4 2 0 −2 −4 −6 −8+3,41 %p+4,25 %p−6,59 %p−3,01 %p−0,37 %p+2,30 %pCDUUBLSPDGrüneNLAfD |
| CDU                               | Christlich Demokratische Union Deutschlands | 27,49   | 5          | 24,08  | 4          | Kommunalwahl 2024 %3020100 27,49 %27,05 %12,63 %10,63 %14,01 %8,18 % CDUUBLSPDGrüneNLAfDGewinne und Verlusteim Vergleich zu 2019 %p 6 4 2 0 −2 −4 −6 −8+3,41 %p+4,25 %p−6,59 %p−3,01 %p−0,37 %p+2,30 %pCDUUBLSPDGrüneNLAfD |
| UBL                               | Unabhängige Bürgerliste                     | 27,05   | 5          | 22,80  | 4          | Kommunalwahl 2024 %3020100 27,49 %27,05 %12,63 %10,63 %14,01 %8,18 % CDUUBLSPDGrüneNLAfDGewinne und Verlusteim Vergleich zu 2019 %p 6 4 2 0 −2 −4 −6 −8+3,41 %p+4,25 %p−6,59 %p−3,01 %p−0,37 %p+2,30 %pCDUUBLSPDGrüneNLAfD |
| Grüne                             | Bündnis 90/Die Grünen                       | 10,63   | 2          | 13,64  | 3          | Kommunalwahl 2024 %3020100 27,49 %27,05 %12,63 %10,63 %14,01 %8,18 % CDUUBLSPDGrüneNLAfDGewinne und Verlusteim Vergleich zu 2019 %p 6 4 2 0 −2 −4 −6 −8+3,41 %p+4,25 %p−6,59 %p−3,01 %p−0,37 %p+2,30 %pCDUUBLSPDGrüneNLAfD |
| SPD                               | Sozialdemokratische Partei Deutschlands     | 12,63   | 2          | 19,22  | 4          | Kommunalwahl 2024 %3020100 27,49 %27,05 %12,63 %10,63 %14,01 %8,18 % CDUUBLSPDGrüneNLAfDGewinne und Verlusteim Vergleich zu 2019 %p 6 4 2 0 −2 −4 −6 −8+3,41 %p+4,25 %p−6,59 %p−3,01 %p−0,37 %p+2,30 %pCDUUBLSPDGrüneNLAfD |
| NL                                | Neue Liste 2019                             | 14,01   | 3          | 14,38  | 3          | Kommunalwahl 2024 %3020100 27,49 %27,05 %12,63 %10,63 %14,01 %8,18 % CDUUBLSPDGrüneNLAfDGewinne und Verlusteim Vergleich zu 2019 %p 6 4 2 0 −2 −4 −6 −8+3,41 %p+4,25 %p−6,59 %p−3,01 %p−0,37 %p+2,30 %pCDUUBLSPDGrüneNLAfD |
| AfD                               | Alternative für Deutschland                 | 8,18    | 1          | 5,88   | 1          | Kommunalwahl 2024 %3020100 27,49 %27,05 %12,63 %10,63 %14,01 %8,18 % CDUUBLSPDGrüneNLAfDGewinne und Verlusteim Vergleich zu 2019 %p 6 4 2 0 −2 −4 −6 −8+3,41 %p+4,25 %p−6,59 %p−3,01 %p−0,37 %p+2,30 %pCDUUBLSPDGrüneNLAfD |
| Gesamt                            | Gesamt                                      | 100     | 18         | 100    | 19         | Kommunalwahl 2024 %3020100 27,49 %27,05 %12,63 %10,63 %14,01 %8,18 % CDUUBLSPDGrüneNLAfDGewinne und Verlusteim Vergleich zu 2019 %p 6 4 2 0 −2 −4 −6 −8+3,41 %p+4,25 %p−6,59 %p−3,01 %p−0,37 %p+2,30 %pCDUUBLSPDGrüneNLAfD |
| Wahlbeteiligung                   | Wahlbeteiligung                             | 62,92 % | 62,92 %    | 57,7 % | 57,7 %     | Kommunalwahl 2024 %3020100 27,49 %27,05 %12,63 %10,63 %14,01 %8,18 % CDUUBLSPDGrüneNLAfDGewinne und Verlusteim Vergleich zu 2019 %p 6 4 2 0 −2 −4 −6 −8+3,41 %p+4,25 %p−6,59 %p−3,01 %p−0,37 %p+2,30 %pCDUUBLSPDGrüneNLAfD |

### Bürgermeister
- 1945–1948: Karl Schmid
- 1948–1966: Karl Wengert
- 1966–1994: Ewald Veigel (FDP/DVP)
- 1994–2002: Jochen Protzer (SPD)
- 2002–2005: Ulrich Hintermayer (CDU)
- 2005–2021: Harald Eiberger (parteilos)
- seit 2021: Armin Pioch (Die Grünen)

Pioch wurde im Juli 2021 mit 46,06 Prozent der Stimmen zum neuen Bürgermeister gewählt.

### Wappen
| Gemeindewappen | Blasonierung: „In von Blau und Gold schrägrechts geteiltem Schild oben an schräglinker roter Stange mit goldener Spitze eine rechtshin flatternde goldene Fahne, unten ein schräggestellter roter Schlüssel.“ Erläuterung: Nachdem die Gemeinde Schützingen im Zuge der Eingemeindung ein Ortsteil von Illingen wurde, musste das gemeinsame Gemeindewappen entsprechend angepasst werden. 1974 wurde das neue Wappen durch das baden-württembergische Innenministerium verliehen. Seither trägt das Gemeindewappen Elemente aus den vorherigen Schützinger und Illinger Wappen. Die gelbe Fahne auf blauem Untergrund steht dabei für den Ortsteil Illingen; der rote Schlüssel auf gelbem Untergrund steht für den Ortsteil Schützingen. |

### Städtepartnerschaften
- Castelnovo ne’ Monti (Italien)

Städtefreundschaften:
- Thonhausen (Thüringen)
- Elchesheim-Illingen (Baden-Württemberg)

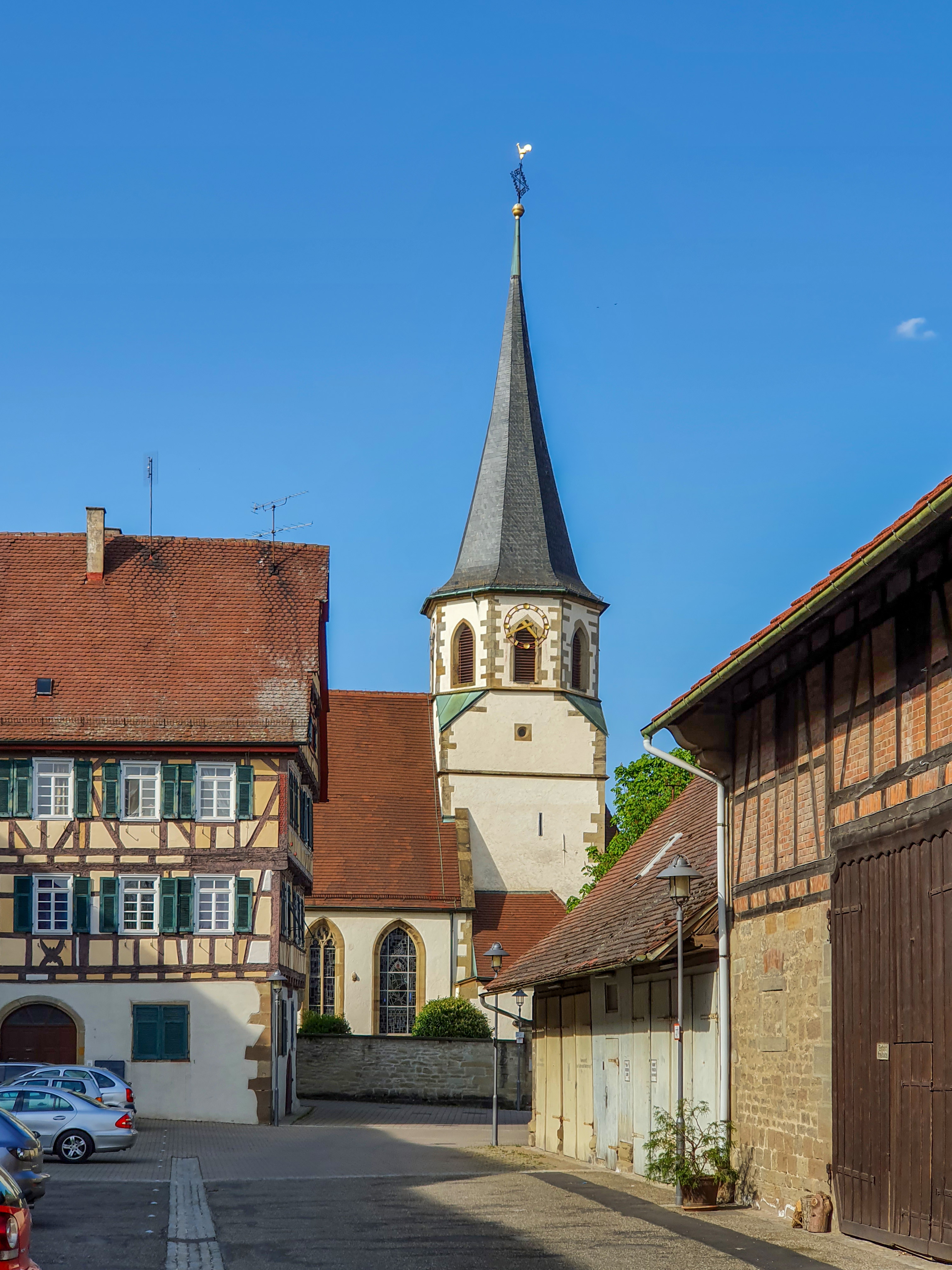
Posthof und Cyriakuskirche

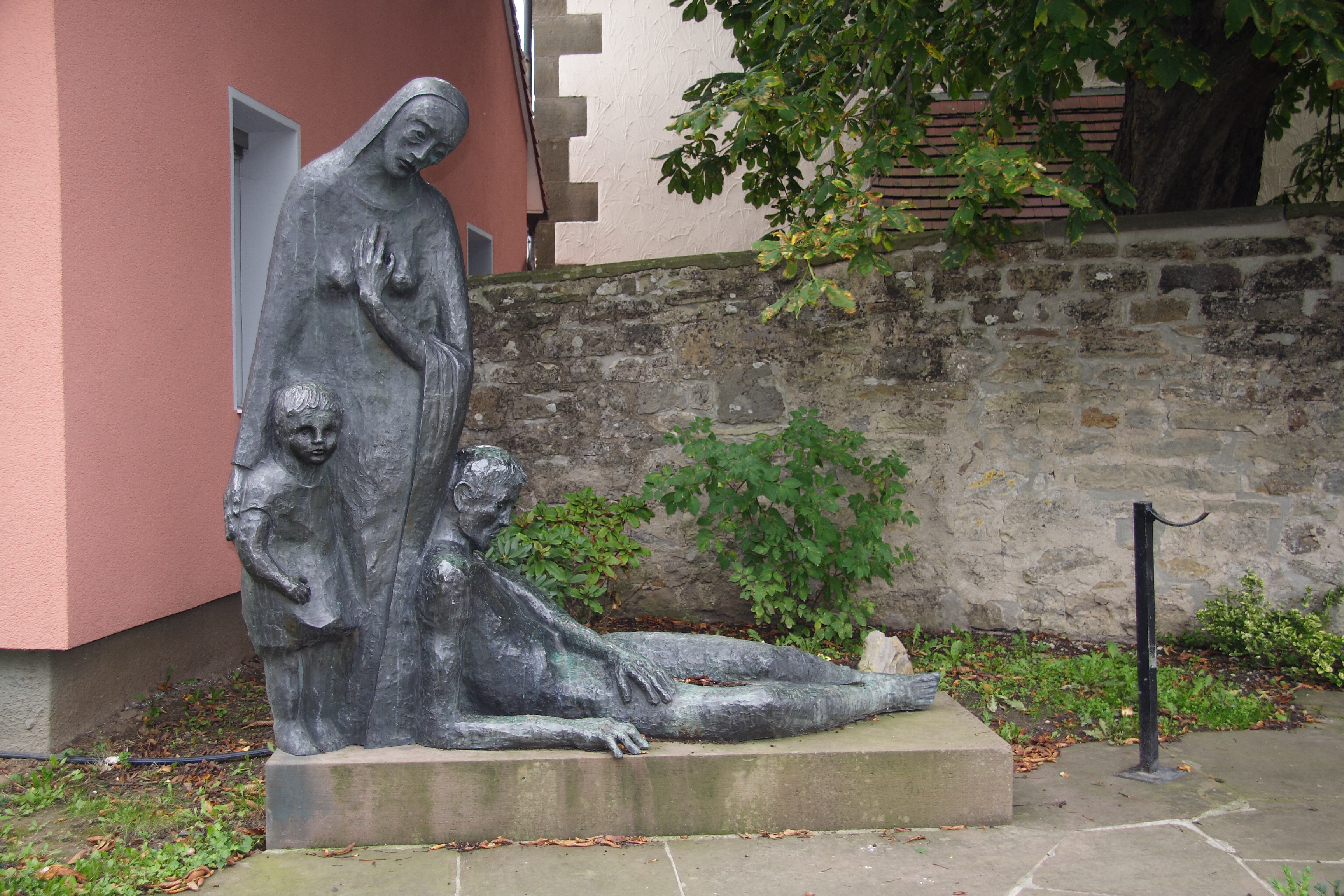
Ehrenmal von Wilhelm Hager

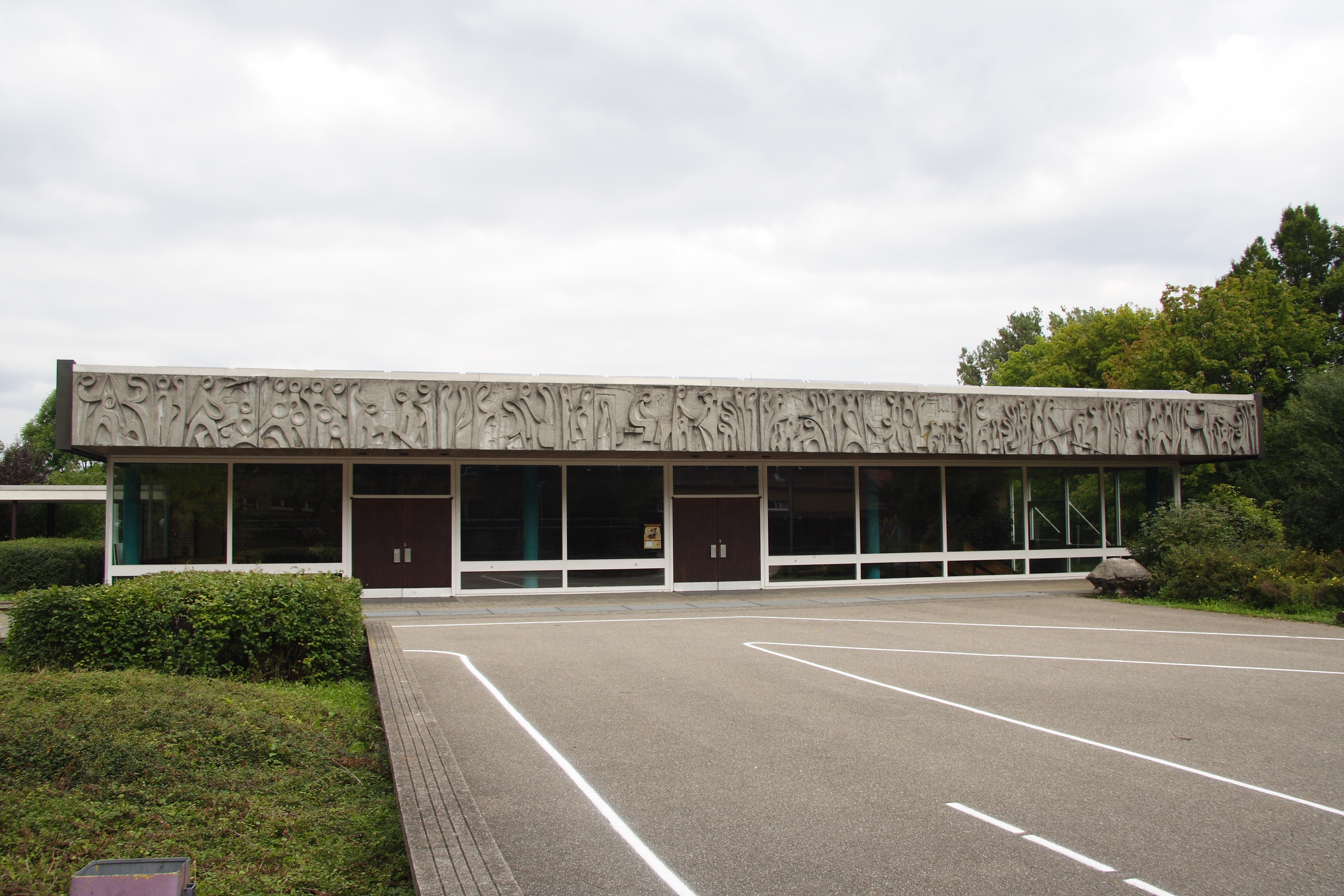
Stromberghalle mit Betonfries von Wilhelm Hager

- Illingen (Saar) (Saarland)
- Jánossomorja (Ungarn)

## Kultur und Sehenswürdigkeiten

### Bauwerke
Die evangelische Cyriakuskirche wurde 1488 geweiht und geht auf eine ältere, 774 erstmals erwähnte Kirche des Ortes zurück. Die Kirche wurde im 16. Jahrhundert reformiert.
Die katholische Kirche St. Josef wurde für die nach dem Zweiten Weltkrieg immens angewachsene katholische Gemeinde des Ortes errichtet und 1957 eingeweiht.
Der Posthof ist ein 1583 errichtetes dreistöckiges Fachwerkhaus. Es kam 1669 an die Abtei Maulbronn und wurde von 1812 bis 1851 als Postamt und Posthalterei der Thurn-und-Taxis-Post verwendet.
Im Ort gibt es außerdem zahlreiche weitere historische Fachwerkgebäude, darunter vor allem viele alte Hofstellen und Ackerbürgerhäuser in der Dillmann-, der Kirch- und der Hauptstraße.
Die Ölmühle Illingen hat eine vollständig erhaltene Einrichtung aus dem Jahr 1904 mit elektrischem Antrieb von 1922. Das technische Kulturdenkmal kann nach Voranmeldung besichtigt werden.
In den Jahren 1977 bis 1982 entstand unter Bürgermeister Veigel das noch heute Illingen prägende Ortszentrum bestehend aus Rathaus, Dienstleistungslokalen, Wohnungen und einem inzwischen umgenutzten Feuerwehrhaus. Die von dem Karlsruher Architekten Lothar Götz entworfenen Bauwerke sind heute regionales Zeugnis der in den 1960er bis 1980er Jahren weitverbreiteten Architektur des Brutalismus.
Der örtliche Bildhauer Wilhelm Hager schuf diverse Kunst im öffentlichen Raum, darunter den neuen Friedhofsbrunnen, das Ehrenmal und das Relief an der Stromberghalle.

### Sport
Im Ortsteil Illingen betreibt der Sportverein Illingen die unterschiedlichsten Sportarten, von Badminton über Fuß- und Handball bis Tischtennis und Turnen. Weitere größere Sportvereine in Illingen sind der Tanzsportclub Illingen sowie der Tennisclub Illingen.

### Regelmäßige Veranstaltungen
- Illinger City-Lauf (Ende April)
- Dorf- und Kelterfest (Ende Juni)
- Motorradherbst (Ende September)
- Kunsthandwerkermarkt (Anfang November)
- Weihnachtsmarkt im historischen Ortskern (3. Adventswochenende)[10]

(Quelle)

## Wirtschaft und Infrastruktur
Der Ortsteil Schützingen ist ein traditioneller Weinbauort mit drei Weinbaubetrieben, der zur Großlage Stromberg im Bereich Württembergisch-Unterland gehört. Örtliche Lagen sind Heiligenberg, Schanzreiter und Halde.

### Ansässige Unternehmen
- Kärcher (Anlagentechnik / CSA-Sonderanlagen)
- Mosolf SE & Co. KG (Umschlagplatz für Pkw)
- Avantec (Zerspantechnik)[12]

### Verkehr

#### Straßen
Illingen liegt verkehrsgünstig an der Bundesstraße 10. Am Illinger Eck beginnt/endet die Bundesstraße 35. In Richtung Westen erreicht man über die B 10 die A 8 bei Pforzheim in ca. 15 Minuten, über die B 35 erreicht man in ca. 45 Minuten die A 5 bei Bruchsal. Richtung Osten kann man in ca. 25 Minuten die A 81 bei Stuttgart erreichen. Schützingen erreicht man von Illingen aus über eine gut ausgebaute Kreisstraße (ca. 5 km).

#### Bahnverkehr
Illingen liegt an der Württembergischen Westbahn. Vom Bahnhof Illingen aus kann man mit RE- und S-Zügen im Taktverkehr Richtung Mühlacker (weiter Richtung Pforzheim oder Bruchsal) oder Richtung Bietigheim (über Vaihingen an der Enz) fahren. Ferner führt die Schnellfahrstrecke Mannheim–Stuttgart (über Vaihingen an der Enz) durch das Gemeindegebiet. Im ca. 5 km entfernten Bahnhof Vaihingen (Enz) hat man Anschluss an den Fernverkehr mit IC-Zügen und vereinzelten ICE-Zügen in Richtung Mannheim und Stuttgart. Dort wird die schnellste Bahnverbindung nach Stuttgart mit IRE geboten.

#### Radverkehr
Durch eine Alltagsroute aus dem Radnetz Baden-Württemberg ist Illingen mit Mühlacker und Vaihingen an der Enz verbunden.
Durch Schützingen verläuft als Landes-Radfernweg der Stromberg-Murrtal-Radweg. Er führt von Karlsruhe nach Gaildorf und verbindet damit den Rheinradweg mit dem Kocher-Jagst-Radweg. Er kommt von Maulbronn über dessen Stadtteil Zaisersweiher nach Schützingen und führt weiter nach Vaihingen an der Enz (über die Stadtteile Gündelbach und Horrheim).

### Bildung
Illingen unterhielt eine Verbundschule mit Grund-, Haupt- und Realschule in Illingen (genannt GHRS Illingen). Diese wurde in die Gemeinschaftsschule (GMS) Schule am Stromberg GMS Illingen-Maulbronn überführt. Am Standort Illingen, der auch Sitz des Rektorats ist, gibt es die Grundschule und die weiterführenden Klassen 5 bis 7. Die Klassen 8 bis 10 befinden sich am Standort Maulbronn. In Schützingen existiert eine eigenständige Grundschule, genannt Grundschule Schützingen, die mit nicht mal 20 Schulkindern die kleinste des Enzkreises darstellt. Der Besuch eines Gymnasiums ist im benachbarten Mühlacker oder Vaihingen an der Enz möglich.
Für die vorschulische Betreuung stehen in Illingen sechs Kindergärten, davon einer in Schützingen, zur Verfügung. Zwei Kindergärten befinden sich in kirchlicher Trägerschaft.

## Persönlichkeiten

### Ehrenbürger
- Ewald Veigel (* 1936), Politiker (FDP/DVP), von 1966 bis 1994 Bürgermeister
- Winfried Scheuermann (* 1938), Politiker (CDU), ehemaliger Landtagsabgeordneter; 1971 bis 2024 Gemeinderat und von 1980 bis 2019 stellvertretender Bürgermeister in Illingen

### In Illingen geboren
- Andreas Ehrenpreis (1589–1662), hutterischer Bischof
- Christian Friedrich August Dillmann (1823–1894), Orientalist und protestantischer Theologe
- Friedrich Habermaas (1795–1841), württembergischer Landtagsabgeordneter
- Christian von Dillmann (1829–1899), Pädagoge
- Jakob Friedrich Wanner (1830–1903), Architekt (u. a. Hauptbahnhof Zürich)
- Friedrich Grub (1833–1908), Reichstagsabgeordneter
- Wilhelm Adolf Speidel (1850–1891), württembergischer Oberamtmann
- Gottlob Banzhaf  (1858–1930), Unternehmer (NSU-Werke)
- Eugen Wöhr (1925–2005), Leichtathlet, ehemaliger Deutscher Meister über 10.000 Meter
- Jochen Bitzer (* 1965), Drehbuchautor und Preisträger des Grimme-Preis
- Harald Feierabend (* 1967), ehemaliger deutscher Triathlet
- Marco Lochmahr (* 1987), Faustballer, Kader der deutschen Nationalmannschaft
- Lisa Müller (* 1992), ehemalige Prostituierte und Autobiographie-Autorin

### Persönlichkeiten, die in der Gemeinde gewirkt haben
- Wilhelm Hager (1921–2006), Bildhauer und Kunstmaler
- Thomas Knodel (* 1953), Diakon und Liedermacher